# Exciter (album Exciter)
Exciter – piąty album studyjny speed metalowego zespołu Exciter wydany w 1988 roku przez wytwórnię Maze Music.

## Lista utworów
1. „Scream Bloody Murder” – 4:40
2. „Back in the Light” – 3:34
3. „Ready to Rock” – 4:17
4. „O.T.T.” – 3:59
5. „I Wanna Be King” – 4:22
6. „Enemy Lines” – 4:00
7. „Dying to Live” – 4:35
8. „Playin' with Fire” – 4:34
9. „Eyes in the Sky” – 4:54

## Twórcy
| Personel - Ed Stone – producent, inżynier dźwięku - Chris Pritchard – inżynier dźwięku (asystent) - Noel Golden – inżynier dźwięku (asystent) - George Marino – mastering - Bushmills – inżynier dźwięku (asystent) - Jean-Claude Capara – koncepcja okładki - Riff Raff – grafika | Exciter w składzie - Rob Malnati – wokal - Dan Beehler – perkusja, wokal wspierający, koncepcja okładki - Brian McPhee – gitara, wokal wspierający - Allan Johnson – gitara basowa |